# Embraer Lineage 1000

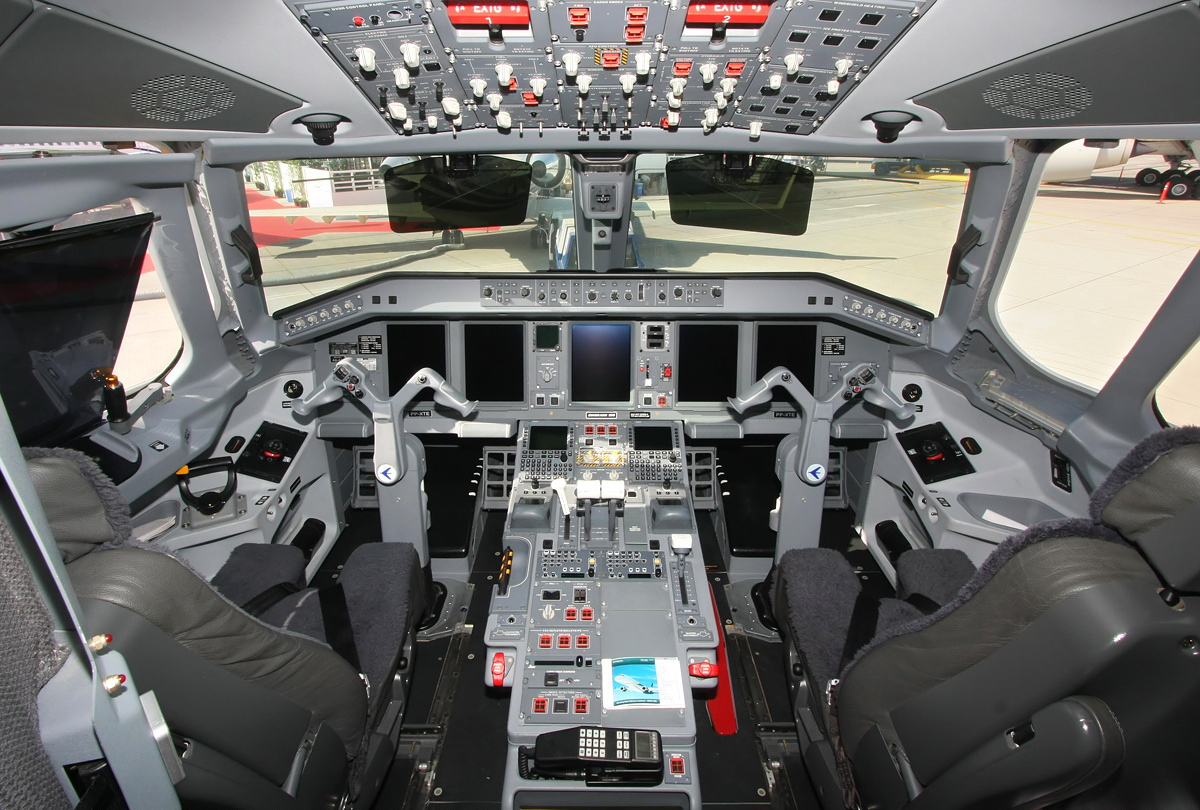
Кабина пилотов Lineage 1000.

Embraer Lineage 1000 — реактивный самолёт бизнес-класса.
Впервые самолёт был представлен в мае 2006 года на Европейской авиационной выставке самолётов бизнес-класса в Женеве. Первый полёт совершил 26 октября 2007 года.
Производится авиастроительной компанией Embraer, Бразилия.

## Тактико-технические характеристики

### Технические характеристики
- Экипаж: 3 человека (2 пилота + 1 бортпроводник)
- Пассажировместимость: 19 пассажиров
- Длина: 36,24 м
- Размах крыла: 28,72 м
- Высота: 10,28 м
- Максимальная взлётная масса: 55 000 кг
- Двигатели: 2 × General Electric CF34−10E7
- Тяга: 2 × 82,3 кН

### Лётные характеристики
- Максимальная скорость: 890 км/час
- Дальность полёта: 8344 км
- Практический потолок: 12 496 м

### Похожие самолёты
- Boeing BBJ
- Airbus ACJ
- Airbus A318 Elite
- Bombardier Global Express
- Gulfstream G500/G550